# Tony Bill
Pour les articles homonymes, voir Bill.
Tony Bill est un acteur, réalisateur et producteur américain né le 23 août 1940 à San Diego, Californie (États-Unis).

## Filmographie

### Comme acteur
- 1963 : T'es plus dans la course, papa ! (Come Blow Your Horn) : Buddy Baker
- 1963 : La Dernière Bagarre (Soldier in the Rain) : Pfc. Jerry Meltzer
- 1965 : Play of the Month: Lee Oswald Assassin (TV) : Lee Harvey Oswald
- 1965 : L'Île des braves (None But The Brave) de Frank Sinatra : Air Crewman Keller
- 1965 : Les Inséparables (Marriage on the Rocks) de Jack Donohue : Jim Blake
- 1966 : On the March to the Sea (TV)
- 1966 : Big Boy (You're a Big Boy Now) : Raef del Grado
- 1967 : Slipstream
- 1968 : Frissons garantis (Never a Dull Moment) : Florian
- 1968 : Des agents très spéciaux  (Man from U.N.C.L.E.) :  Steve Garrow - Saison 4, épisodes 15 et 16 : Les maîtres du monde (The Seven Wonders of the World Affair)
- 1968 : Destination Zebra, station polaire (Ice Station Zebra) : 1st Lt. Russell Walker
- 1969 : Un château en enfer (Castle Keep) : Lt. Amberjack
- 1970 : L'Indien (Flap) : Eleven Snowflake
- 1972 : Haunts of the Very Rich (en) (TV) : Lyle
- 1975 : Shampoo : Johnny Pope
- 1975 : Las Vegas Lady (en)
- 1977 : Intrigues à la Maison Blanche (Washington: Behind Closed Doors) (feuilleton TV) : Adam Gardiner
- 1977 : Having Babies II (TV) : Aaron Canfield
- 1977 : What Really Happened to the Class of '65? (série télévisée) : Sam Ashley
- 1978 : L'Initiation de Sarah (TV) : Paul Yates
- 1978 : With This Ring (en) (TV) : Peter Turner
- 1978 : Are You in the House Alone? (TV) : Neil Osborne
- 1980 : Les Premiers Beatniks (Heart Beat) : Dick
- 1980 : The Little Dragons : Niles
- 1980 : Rendez-vous nocturnes (Portrait of an Escort) (TV) : Beau Simpson
- 1981 : Freedom (TV) : Richard
- 1982 : Washington Mistress (TV) : Alan
- 1983 : Au bout du chemin (Running Out) (TV) : Paul Corsini
- 1985 : Pee-Wee Big Adventure (Pee-Wee's Big Adventure) : Terry Hawthorne
- 1987 : Neige sur Beverly Hills (Less Than Zero) : Bradford Easton
- 1991 : The Killing Mind (TV) : Thomas Quinn
- 1993 : A Home of Our Own : Doctor
- 1996 : Barb Wire : Foster
- 1998 : The Fixer (TV) : Million Dollar Lawyer
- 1998 : Naked City: Justice with a Bullet (TV) : Mickey Calvin
- 2000 : Jeux d'influences (Lying in Wait) : Detective Mike
- 2005 : Must Love Dogs : Walter

### Comme réalisateur
- 1980 : My Bodyguard
- 1982 : Six Weeks
- 1983 : Full House
- 1984 : Love Thy Neighbor (TV)
- 1986 : 2 1/2 Dads (TV)
- 1987 : Five Corners
- 1988 : Dirty Dancing (série télévisée)
- 1990 : Les Fous de la pub (Crazy People)
- 1993 : Cœur sauvage (Untamed Heart)
- 1993 : A Home of Our Own
- 1994 : Next Door (TV)
- 1994 : La Vie à tout prix ("Chicago Hope") (série télévisée)
- 1994 : One Christmas (TV)
- 1996 : High Incident ("High Incident") (série télévisée)
- 1996 : Beyond the Call (TV)
- 1997 : Les Aventures d'Oliver Twist (Oliver Twist) (TV)
- 1998 : Rescuers: Stories of Courage: Two Families (TV)
- 1998 : Faits l'un pour l'autre ("To Have & to Hold") (série télévisée)
- 1998 : Les flocons de l'amour (en) (A Chance of Snow) (TV)
- 2000 : Harlan County War (TV)
- 2000 : Gideon's Crossing (série télévisée)
- 2001 : UC: Undercover (série télévisée)
- 2002 : Whitewash: The Clarence Brandley Story (TV)
- 2006 : Flyboys
- 2007 : Dessine-moi une famille (Pictures of Hollis Woods) (TV)

### Comme producteur
- 1972 : Deadhead Miles (en)
- 1973 : Steelyard Blues
- 1973 : L'Arnaque (The Sting)
- 1975 : Hearts of the West
- 1976 : Deux Farfelus à New York (Harry and Walter Go to New York)
- 1979 : Going in Style
- 1980 : The Little Dragons
- 1986 : 2 1/2 Dads (TV)
- 1987 : Five Corners
- 1993 : Cœur sauvage (Untamed Heart)
- 1996 : Beyond the Call (TV)
- 1998 : The Fixer (TV)
- 2001 : In the Time of the Butterflies (TV)
- 2002 : Last Call (TV)